# Edgard Hérouard

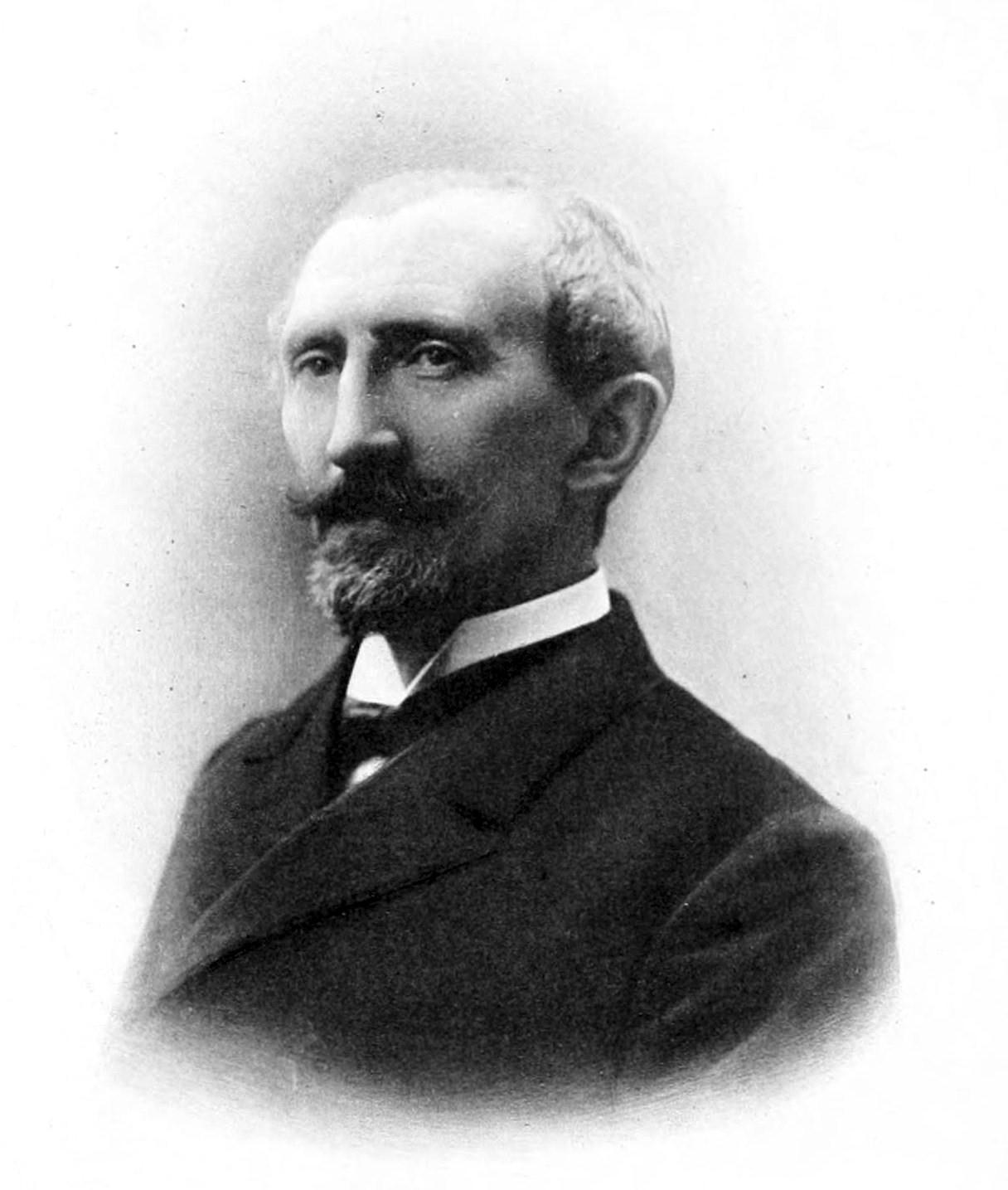
Edgard Hérouard.

Edgar Joseph Émile Hérouard, född den 18 mars 1858 i Saint Quentin, död den 22 mars 1932 i Paris, var en fransk marinbiolog.
Hérouard bedrev studier i hemstaden och vid Paris universitet. Hans doktorsavhandling från 1890 hette Recherches sur les holothuries des côtes de France. Han studerade för bland andra Henri de Lacaze-Duthiers (1821-1901), George Pruvot (1852-1924), Charles Melchior Joannes Chatin (1847-1912) och Yves Delage (1854-1920). Han var därefter verksam vid den naturvetenskapliga fakulteten fram till sin pensionering 1928. Professor blev han 1921. Han ledde Société zoologique de France 1904. Föregående år hade han erhållit Hederslegionen.